# Danh sách cầu thủ ghi bàn chung kết của Giải vô địch bóng đá thế giới
Dưới đây là bản danh sách các cầu thủ ghi bàn chung kết của giải vô địch bóng đá thế giới. Số liệu thống kê tính đến kỳ năm 2018.

## Các cầu thủ ghi bàn thắng
| Năm  | Cầu thủ                                                        | Đội                                                            | Tỉ số                                                          | Phút                                                           | Kết quả                                                        | Chi tiết                                                       | Ref |
| ---- | -------------------------------------------------------------- | -------------------------------------------------------------- | -------------------------------------------------------------- | -------------------------------------------------------------- | -------------------------------------------------------------- | -------------------------------------------------------------- | --- |
| 1930 | Pablo Dorado                                                   | Uruguay                                                        | 1–0                                                            | 12'                                                            | 4–2                                                            | Chi tiết                                                       |     |
| 1930 | Carlos Peucelle                                                | Argentina                                                      | 1–1                                                            | 20'                                                            | 4–2                                                            | Chi tiết                                                       |     |
| 1930 | Guillermo Stábile                                              | Argentina                                                      | 2–1                                                            | 37'                                                            | 4–2                                                            | Chi tiết                                                       |     |
| 1930 | Pedro Cea                                                      | Uruguay                                                        | 2–2                                                            | 57'                                                            | 4–2                                                            | Chi tiết                                                       |     |
| 1930 | Santos Iriarte                                                 | Uruguay                                                        | 3–2                                                            | 68'                                                            | 4–2                                                            | Chi tiết                                                       |     |
| 1930 | Héctor Castro                                                  | Uruguay                                                        | 4–2                                                            | 89'                                                            | 4–2                                                            | Chi tiết                                                       |     |
| 1934 | Antonín Puč                                                    | Tiệp Khắc                                                      | 1–0                                                            | 71'                                                            | 2–1                                                            | Chi tiết                                                       |     |
| 1934 | Raimundo Orsi                                                  | Ý                                                              | 1–1                                                            | 81'                                                            | 2–1                                                            | Chi tiết                                                       |     |
| 1934 | Angelo Schiavio                                                | Ý                                                              | 2–1                                                            | 95'                                                            | 2–1                                                            | Chi tiết                                                       |     |
| 1938 | Gino Colaussi                                                  | Ý                                                              | 1–0                                                            | 6'                                                             | 4–2                                                            | Chi tiết                                                       |     |
| 1938 | Pál Titkos                                                     | Hungary                                                        | 1–1                                                            | 8'                                                             | 4–2                                                            | Chi tiết                                                       |     |
| 1938 | Silvio Piola                                                   | Ý                                                              | 2–1                                                            | 16'                                                            | 4–2                                                            | Chi tiết                                                       |     |
| 1938 | Gino Colaussi (2)                                              | Ý                                                              | 3–1                                                            | 35'                                                            | 4–2                                                            | Chi tiết                                                       |     |
| 1938 | György Sárosi                                                  | Hungary                                                        | 2–3                                                            | 70'                                                            | 4–2                                                            | Chi tiết                                                       |     |
| 1938 | Silvio Piola (2)                                               | Ý                                                              | 4–2                                                            | 82'                                                            | 4–2                                                            | Chi tiết                                                       |     |
| 1950 | Friaça                                                         | Brasil                                                         | 1–0                                                            | 47'                                                            | 2–1                                                            | Chi tiết                                                       |     |
| 1950 | Juan Alberto Schiaffino                                        | Uruguay                                                        | 1–1                                                            | 66'                                                            | 2–1                                                            | Chi tiết                                                       |     |
| 1950 | Alcides Ghiggia                                                | Uruguay                                                        | 2–1                                                            | 79'                                                            | 2–1                                                            | Chi tiết                                                       |     |
| 1954 | Ferenc Puskás                                                  | Hungary                                                        | 1–0                                                            | 6'                                                             | 3–2                                                            | Chi tiết Lưu trữ ngày 27 tháng 10 năm 2014 tại Wayback Machine |     |
| 1954 | Zoltán Czibor                                                  | Hungary                                                        | 2–0                                                            | 8'                                                             | 3–2                                                            | Chi tiết Lưu trữ ngày 27 tháng 10 năm 2014 tại Wayback Machine |     |
| 1954 | Max Morlock                                                    | Tây Đức                                                        | 1–2                                                            | 10'                                                            | 3–2                                                            | Chi tiết Lưu trữ ngày 27 tháng 10 năm 2014 tại Wayback Machine |     |
| 1954 | Helmut Rahn                                                    | Tây Đức                                                        | 2–2                                                            | 18'                                                            | 3–2                                                            | Chi tiết Lưu trữ ngày 27 tháng 10 năm 2014 tại Wayback Machine |     |
| 1954 | Helmut Rahn (2)                                                | Tây Đức                                                        | 3–2                                                            | 84'                                                            | 3–2                                                            | Chi tiết Lưu trữ ngày 27 tháng 10 năm 2014 tại Wayback Machine |     |
| 1958 | Nils Liedholm                                                  | Thụy Điển                                                      | 1–0                                                            | 4'                                                             | 5–2                                                            | Chi tiết                                                       |     |
| 1958 | Vavá                                                           | Brasil                                                         | 1–1                                                            | 9'                                                             | 5–2                                                            | Chi tiết                                                       |     |
| 1958 | Vavá (2)                                                       | Brasil                                                         | 2–1                                                            | 32'                                                            | 5–2                                                            | Chi tiết                                                       |     |
| 1958 | Pelé                                                           | Brasil                                                         | 3–1                                                            | 55'                                                            | 5–2                                                            | Chi tiết                                                       |     |
| 1958 | Mario Zagallo                                                  | Brasil                                                         | 4–1                                                            | 68'                                                            | 5–2                                                            | Chi tiết                                                       |     |
| 1958 | Agne Simonsson                                                 | Thụy Điển                                                      | 2–4                                                            | 80'                                                            | 5–2                                                            | Chi tiết                                                       |     |
| 1958 | Pelé (2)                                                       | Brasil                                                         | 5–2                                                            | 90'                                                            | 5–2                                                            | Chi tiết                                                       |     |
| 1962 | Josef Masopust                                                 | Tiệp Khắc                                                      | 1–0                                                            | 15'                                                            | 3–1                                                            | Chi tiết                                                       |     |
| 1962 | Amarildo Tavares da Silveira                                   | Brasil                                                         | 1–1                                                            | 17'                                                            | 3–1                                                            | Chi tiết                                                       |     |
| 1962 | Zito                                                           | Brasil                                                         | 2–1                                                            | 69'                                                            | 3–1                                                            | Chi tiết                                                       |     |
| 1962 | Vavá (3)                                                       | Brasil                                                         | 3–1                                                            | 78'                                                            | 3–1                                                            | Chi tiết                                                       |     |
| 1966 | Helmut Haller                                                  | Tây Đức                                                        | 1–0                                                            | 12'                                                            | 4–2                                                            | Chi tiết Lưu trữ ngày 30 tháng 12 năm 2014 tại Wayback Machine |     |
| 1966 | Geoff Hurst                                                    | Anh                                                            | 1–1                                                            | 18'                                                            | 4–2                                                            | Chi tiết Lưu trữ ngày 30 tháng 12 năm 2014 tại Wayback Machine |     |
| 1966 | Martin Peters                                                  | Anh                                                            | 2–1                                                            | 78'                                                            | 4–2                                                            | Chi tiết Lưu trữ ngày 30 tháng 12 năm 2014 tại Wayback Machine |     |
| 1966 | Wolfgang Weber                                                 | Tây Đức                                                        | 2–2                                                            | 89'                                                            | 4–2                                                            | Chi tiết Lưu trữ ngày 30 tháng 12 năm 2014 tại Wayback Machine |     |
| 1966 | Geoff Hurst (2)                                                | Anh                                                            | 3–2                                                            | 101'                                                           | 4–2                                                            | Chi tiết Lưu trữ ngày 30 tháng 12 năm 2014 tại Wayback Machine |     |
| 1966 | Geoff Hurst (3)                                                | Anh                                                            | 4–2                                                            | 120'                                                           | 4–2                                                            | Chi tiết Lưu trữ ngày 30 tháng 12 năm 2014 tại Wayback Machine |     |
| 1970 | Pelé (3)                                                       | Brasil                                                         | 1–0                                                            | 18'                                                            | 4-1                                                            | Chi tiết                                                       |     |
| 1970 | Roberto Boninsegna                                             | Ý                                                              | 1–1                                                            | 37'                                                            | 4-1                                                            | Chi tiết                                                       |     |
| 1970 | Gérson                                                         | Brasil                                                         | 2–1                                                            | 66'                                                            | 4-1                                                            | Chi tiết                                                       |     |
| 1970 | Jairzinho                                                      | Brasil                                                         | 3–1                                                            | 71'                                                            | 4-1                                                            | Chi tiết                                                       |     |
| 1970 | Carlos Alberto                                                 | Brasil                                                         | 4–1                                                            | 86'                                                            | 4-1                                                            | Chi tiết                                                       |     |
| 1974 | Johan Neeskens                                                 | Hà Lan                                                         | 1–0                                                            | 2' (p)                                                         | 2–1                                                            | Chi tiết                                                       |     |
| 1974 | Paul Breitner                                                  | Tây Đức                                                        | 1–1                                                            | 25' (p)                                                        | 2–1                                                            | Chi tiết                                                       |     |
| 1974 | Gerd Müller                                                    | Tây Đức                                                        | 2–1                                                            | 43'                                                            | 2–1                                                            | Chi tiết                                                       |     |
| 1978 | Mario Kempes                                                   | Argentina                                                      | 1–0                                                            | 38'                                                            | 3–1                                                            | Chi tiết Lưu trữ ngày 9 tháng 11 năm 2014 tại Wayback Machine  |     |
| 1978 | Dick Nanninga                                                  | Hà Lan                                                         | 1–1                                                            | 82'                                                            | 3–1                                                            | Chi tiết Lưu trữ ngày 9 tháng 11 năm 2014 tại Wayback Machine  |     |
| 1978 | Mario Kempes (2)                                               | Argentina                                                      | 2–1                                                            | 105'                                                           | 3–1                                                            | Chi tiết Lưu trữ ngày 9 tháng 11 năm 2014 tại Wayback Machine  |     |
| 1978 | Daniel Bertoni                                                 | Argentina                                                      | 3–1                                                            | 115'                                                           | 3–1                                                            | Chi tiết Lưu trữ ngày 9 tháng 11 năm 2014 tại Wayback Machine  |     |
| 1982 | Paolo Rossi                                                    | Ý                                                              | 1–0                                                            | 57'                                                            | 3–1                                                            | Chi tiết Lưu trữ ngày 9 tháng 10 năm 2014 tại Wayback Machine  |     |
| 1982 | Marco Tardelli                                                 | Ý                                                              | 2–0                                                            | 69'                                                            | 3–1                                                            | Chi tiết Lưu trữ ngày 9 tháng 10 năm 2014 tại Wayback Machine  |     |
| 1982 | Alessandro Altobelli                                           | Ý                                                              | 3–0                                                            | 81'                                                            | 3–1                                                            | Chi tiết Lưu trữ ngày 9 tháng 10 năm 2014 tại Wayback Machine  |     |
| 1982 | Paul Breitner (2)                                              | Tây Đức                                                        | 3–1                                                            | 83'                                                            | 3–1                                                            | Chi tiết Lưu trữ ngày 9 tháng 10 năm 2014 tại Wayback Machine  |     |
| 1986 | José Luis Brown                                                | Argentina                                                      | 1–0                                                            | 23'                                                            | 3–2                                                            | Chi tiết                                                       |     |
| 1986 | Jorge Valdano                                                  | Argentina                                                      | 2–0                                                            | 56'                                                            | 3–2                                                            | Chi tiết                                                       |     |
| 1986 | Karl-Heinz Rummenigge                                          | Tây Đức                                                        | 1–2                                                            | 74'                                                            | 3–2                                                            | Chi tiết                                                       |     |
| 1986 | Rudi Völler                                                    | Tây Đức                                                        | 2–2                                                            | 81'                                                            | 3–2                                                            | Chi tiết                                                       |     |
| 1986 | Jorge Burruchaga                                               | Argentina                                                      | 3–2                                                            | 84'                                                            | 3–2                                                            | Chi tiết                                                       |     |
| 1990 | Andreas Brehme                                                 | Tây Đức                                                        | 1–0                                                            | 85' (p)                                                        | 1–0                                                            | Chi tiết                                                       |     |
| 1994 | Không có cầu thủ ghi bàn. Trận đấu phải vào loạt sút luân lưu. | Không có cầu thủ ghi bàn. Trận đấu phải vào loạt sút luân lưu. | Không có cầu thủ ghi bàn. Trận đấu phải vào loạt sút luân lưu. | Không có cầu thủ ghi bàn. Trận đấu phải vào loạt sút luân lưu. | Không có cầu thủ ghi bàn. Trận đấu phải vào loạt sút luân lưu. | Chi tiết                                                       |     |
| 1998 | Zinedine Zidane                                                | Pháp                                                           | 1–0                                                            | 27'                                                            | 3–0                                                            | Chi tiết Lưu trữ ngày 30 tháng 12 năm 2014 tại Wayback Machine |     |
| 1998 | Zinedine Zidane (2)                                            | Pháp                                                           | 2–0                                                            | 45+1'                                                          | 3–0                                                            | Chi tiết Lưu trữ ngày 30 tháng 12 năm 2014 tại Wayback Machine |     |
| 1998 | Emmanuel Petit                                                 | Pháp                                                           | 3–0                                                            | 90+3'                                                          | 3–0                                                            | Chi tiết Lưu trữ ngày 30 tháng 12 năm 2014 tại Wayback Machine |     |
| 2002 | Ronaldo                                                        | Brasil                                                         | 1–0                                                            | 67'                                                            | 2–0                                                            | Chi tiết                                                       |     |
| 2002 | Ronaldo (2)                                                    | Brasil                                                         | 2–0                                                            | 79'                                                            | 2–0                                                            | Chi tiết                                                       |     |
| 2006 | Zinedine Zidane (3)                                            | Pháp                                                           | 1–0                                                            | 7' (p)                                                         | 1–1                                                            | Chi tiết                                                       |     |
| 2006 | Marco Materazzi                                                | Ý                                                              | 1–1                                                            | 19'                                                            | 1–1                                                            | Chi tiết                                                       |     |
| 2006 | Trận đấu phải vào loạt sút luân lưu.                           |                                                                |                                                                |                                                                |                                                                | Chi tiết                                                       |     |
| 2010 | Andrés Iniesta                                                 | Tây Ban Nha                                                    | 1–0                                                            | 116'                                                           | 1–0                                                            | Chi tiết Lưu trữ ngày 31 tháng 12 năm 2014 tại Wayback Machine |     |
| 2014 | Mario Götze                                                    | Đức                                                            | 1–0                                                            | 113'                                                           | 1–0                                                            | Chi tiết Lưu trữ ngày 17 tháng 8 năm 2019 tại Wayback Machine  |     |
| 2018 | Mario Mandžukić                                                | Pháp                                                           | 1–0                                                            | 18' (l.n)                                                      | 4–2                                                            | Chi tiết Lưu trữ ngày 30 tháng 12 năm 2014 tại Wayback Machine |     |
| 2018 | Ivan Perišić                                                   | Croatia                                                        | 1–1                                                            | 28'                                                            | 4–2                                                            | Chi tiết Lưu trữ ngày 30 tháng 12 năm 2014 tại Wayback Machine |     |
| 2018 | Antoine Griezmann                                              | Pháp                                                           | 2–1                                                            | 38' (p)                                                        | 4–2                                                            | Chi tiết Lưu trữ ngày 30 tháng 12 năm 2014 tại Wayback Machine |     |
| 2018 | Paul Pogba                                                     | Pháp                                                           | 3–1                                                            | 59'                                                            | 4–2                                                            | Chi tiết Lưu trữ ngày 30 tháng 12 năm 2014 tại Wayback Machine |     |
| 2018 | Kylian Mbappé                                                  | Pháp                                                           | 4–1                                                            | 65'                                                            | 4–2                                                            | Chi tiết Lưu trữ ngày 30 tháng 12 năm 2014 tại Wayback Machine |     |
| 2018 | Mario Mandžukić                                                | Croatia                                                        | 2–4                                                            | 69'                                                            | 4–2                                                            | Chi tiết Lưu trữ ngày 30 tháng 12 năm 2014 tại Wayback Machine |     |

## Cầu thủ ghi nhiều bàn thắng nhất trong trận chung kết

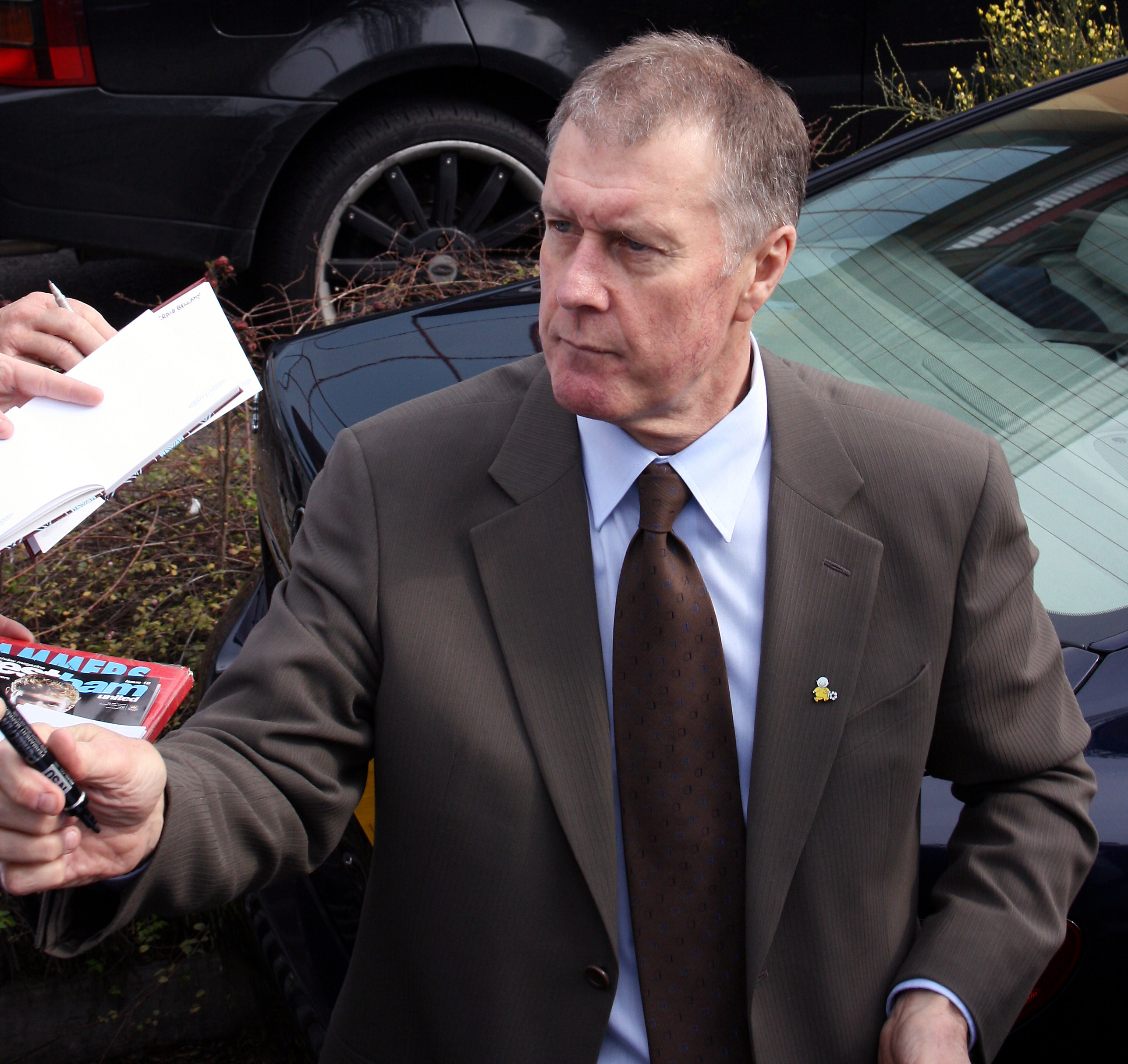
Geoff Hurst là cầu thủ đầu tiên lập một cú hat-trick trong một trận chung kết World Cup.

| Cầu thủ        | Đội  | Số bàn thắng | Số lần chơi | Số trận chung kết |
| -------------- | ---- | ------------ | ----------- | ----------------- |
| Killian Mbappe | Pháp | 4            | 2           | 2018, 2022        |

|align=left|Geoff Hurst
|align=left| Anh
|3
|1
|1966
|-
|align=left|Vavá
|align=left| Brasil
|3
|2
|1958, 1962
|-
|align=left|Pelé
|align=left| Brasil
|3
|2
|1958, 1970
|-
|align=left|Zinedine Zidane
|align=left| Pháp
|3
|2
|1998, 2006
|-
|align=left|Gino Colaussi
|align=left| Ý
|2
|1
|1938
|-
|align=left|Silvio Piola
|align=left| Ý
|2
|1
|1938
|-
|align=left|Helmut Rahn
|align=left| Tây Đức
|2
|1
|1954
|-
|align=left|Mario Kempes
|align=left| Argentina
|2
|1
|1978
|-
|align=left|Paul Breitner
|align=left| Tây Đức
|2
|2
|1974, 1982
|-
|align=left|Ronaldo
|align=left| Brasil
|2
|2
|1998, 2002
|-